# Piperacylina
Piperacylina (łac. piperacillinum) – wielofunkcyjny organiczny związek chemiczny, bakteriobójczy antybiotyk beta-laktamowy z grupy penicylin.

## Mechanizm działania
Piperacylina jest półsyntetycznym antybiotykiem bakteriobójczym z grupy ureidopenicylin. Piperacylina hamuje syntezę ściany komórek bakteryjnych.

## Zastosowanie
- zakażenia u dorosłych i dzieci[4]:
  - powikłane zakażenia wewnątrzbrzuszne,
  - zakażenie układu moczowego,
  - zakażenia ginekologiczne,
  - sepsa,
  - zakażenia dolnych dróg oddechowych,
  - zakażenia skóry i tkanek miękkich,
  - zakażenia kości i stawów,
  - rzeżączka.
- zapobieganie zakażeniu miejsca operowanego po zabiegach w zakresie jamy brzusznej (przewód pokarmowy, drogi żółciowe) oraz ginekologicznych (histerektomia, cięcie cesarskie)[4].

Piperacylina jest dopuszczona do obrotu w Polsce zarówno w postaci preparatów prostych, jak i złożonych z tazobaktamem (2016).

## Działania niepożądane
Piperacylina może powodować następujące działania niepożądane:
- zakrzepowe zapalenie żył powierzchownych w miejscu podania dożylnego (4%),
- bolesność w miejscu podania domięśniowego,
- nadwrażliwość skórna,
- zaburzenia żoładkowo-jelitowe,
- podwyższone stężenia mocznika w osoczu krwi,
- podwyższone stężenia kreatyniny w osoczu krwi,
- nadkażenie drobnoustrojami opornymi.